# Antropologia culturale (libro)
Antropologia culturale (titolo originale Cultural Anthropology: A Perspective on the Human Condition) è un manuale di antropologia degli antropologi inglesi Emily A. Schultz e Robert H. Lavenda pubblicato per la prima volta nel 1987 e nel 2014 alla sua nona riedizione. In Italia è pubblicato da Zanichelli e nel 2021 è alla sua quarta edizione.

## Contenuti
Antropologia culturale è organizzato per argomenti con esempi presi da ricerche antropologiche di diversi periodi storici e un glossario. Nella sua terza edizione in italiano, il testo è strutturato in 5 parti:
1. Gli strumenti dell’antropologia culturale;
2. Le risorse della cultura;
3. L’organizzazione della vita materiale;
4. Sistemi di relazioni;
5. Dal locale al globale.

Attraverso questo approccio tematico, il testo affronta una serie di concetti chiave dell’antropologia culturale, definendoli e offrendo esempi.
- Antropologia, che cos’è e a cosa serve
- Prospettiva antropologica
- Concetto di cultura. Come definiscono la cultura gli antropologi
- Antropologia biologica
- Antropologia culturale
- Antropologia linguistica
- Archeologia
- Antropologia applicata
- Antropologia medica
- Strumenti dell’antropologia
- Agency
- Etnocentrismo
- Relativismo culturale
- Autenticità culturale
- Ricerca sul campo
- Ricerca etnografica
- Approccio positivista
- Positivismo
- Ricerca sul campo multisituata
- Storia dell’antropologia
  - Capitalismo
  - Colonialismo
  - Commercio degli schiavi
  - Evoluzionismo
  - Strutturalismo
  - Postcolonialismo
  - Globalizzazione
  - Antropologia della scienza
  - Antropologia della tecnologia
  - Antropologia della medicina
- Selvaggio
- Linguaggio
  - Fonologia
  - Morfologia
  - Sintassi
  - Semantica
  - Pragmatica
  - Etnopragmatica
  - Lingue pidgin
  - Lingue creole
  - Diseguaglianza linguistica
  - Ideologia del linguaggio
  - Lingue morte
  - Rivitalizzazione della lingua
- Dare senso al mondo
  - Gioco
  - Sport
  - Arte
  - Autenticità
  - Mass media
  - Mito
  - Rituale
  - Riti di passaggio
  - Pratica culturale
- Visione del mondo
  - Religione
  - Stregoneria
  - Oracoli
  - Magia
  - Cambiamento
  - Gestione del cambiamento
  - Secolarismo
  - Usanza
- Potere
  - Politica
  - Antropologia politica
  - Coercizione
  - Dominio
  - Egemonia
  - Identità nazionale
  - Biopotere
  - Governamentalità
  - Potere dell’immaginazione
  - Azione politica
  - Significato della storia
- Sussistenza
  - Strategie di sussistenza
  - Sostentamento
  - Interesse personale
  - Istituzioni
  - Principi morali
  - Produzione
  - Distribuzione
  - Consumo
  - Scambio di beni
  - Distribuzione di beni
  - Capitalismo
  - Economia neoclassica
  - Forme di scambio
  - Lavoro
  - Modi di produzione
  - Conflitto
  - Vita materiale
  - Teoria della produzione
  - Bisogni umani fondamentali
  - Ecologia culturale
  - Conservazione del cibo
  - Condivisione del cibo
  - Bisogni umani
  - Originaria società opulenta
  - Utilità
  - Studi sui consumi
  - Antropologia del cibo
  - Antropologia della nutrizione
  - Antropologia economica
- Parentela
  - Parenti
  - Indipendenza
  - Amicizia
  - Cordialità
  - Sesso
  - Genere
  - Sistemi di parentela
  - Discendenza
  - Parentado bilaterale
  - Discendenza unilineare
  - Lignaggio
  - Patrilignaggio
  - Matrilignaggio
  - Matrilinearità
  - Politica elettorale
  - Arte del sostenitore neutrale
  - Adozione
  - Riproduzione
  - Tecnologie della riproduzione
  - Compadrazgo
  - Riproduzione assistita
  - Trapianto di organi
  - Sodalizio
  - Società segrete
  - Affiliazione
  - Iniziazione
  - Clan
- Famiglia
  - Matrimonio
  - Matrimonio tra donne
  - Matrimonio con il fantasma
  - Processo sociale
  - Modelli di resistenza
  - Resistenza
  - Coniuge
  - Poliandria
  - Sessualità
  - Capacità riproduttiva
  - Scambio economico
  - Fratello
  - Sorella
  - Società patrilineare
  - Società matrilineare
  - Famiglia nucleare
  - Famiglia poliginia
  - Famiglia estesa
  - Famiglia congiunta
  - Divorzio
  - Risposarsi
  - Gruppi domestici complessi
  - Migrazioni
  - Famiglia per scelta
  - Flessibilità
  - Pratiche sessuali
  - Pratiche eterosessuali
  - Pratiche sessuali femminili
  - Pratiche sessuali maschili
  - Amore
  - Ricchezza della sposa
  - Dote
  - Crimini contro le donne
  - Famiglia surrogata
  - Matrimonio gay
  - Infibulazione
- Diseguaglianza sociale
  - Genere
  - Classe
  - Casta
  - Lotta di casta
  - Razza
  - Colonialismo
  - Etnicità
  - Nazione
  - Stato nazionale
  - Nazionalità
  - Nazionalismo
  - Discorso naturalizzante
  - Identità essenzializzata
  - Costruzione delle nazioni
  - Senso di nazionalità
  - Gitani
- Antropologia medica
  - Antropologia medica bioculturale
  - Bioculturale
  - Malattia
  - Salute
  - Tipo di sé
  - Sé decentrato
  - Soggettività
  - Trauma
  - Violenza strutturale
  - Riproduzione umana
  - Capitalismo globale
  - Dilemma etico
- Globalizzazione
  - Imperialismo culturale
  - Ibridazione
  - Ibridazione culturale
  - Flussi globali
  - Identità di transconfine
  - Nazionalismo a distanza
  - Politiche multiculturali
  - Multiculturalismo
  - Cittadinanza flessibile
  - Ethos postnazionale
  - Diritti umani
  - Diritti umani universali
  - Diritti alla cultura
  - Violenza contro le donne
  - Prostituzione infantile
  - Cosmopolitismo
  - Attrito
  - Pensiero di confine
  - Turismo
  - Responsabilità
  - Deforestazione
  - Diritti indigeni

Il testo presenta una serie di esempi di ricerche antropologiche sul campo realizzate in vari luoghi del mondo. Ogni esempio è presentato con una piccola scheda sintetica chiamata "etnoprofilo". In ogni scheda è inserito almeno un riferimento bibliografico.
- Tswana, Africa meridionale, Botswana (Jean Camaroff, 1985)
- Managua, America centrale, Nicaragua (Roger Lancaster, 1992)
- Blackston, America settentrionale, Stati Uniti (Bettylou Valentine, 1978)
- El Barrio, America settentrionale, Stati Uniti - New York City (Philippe Bourgois, 1995)
- Isole Trobriand, Oceania, Paoua Nuova Guinea (Annette Weiner, 1988)
- Komachi, Asia sudoccidentale, Iran (Daniel Bradburd, 1998)
- Benares, Asia meridionale, India (Nita Kumar, 1992)
- Utkuhikhalingmiut (Inuit Utku), America settentrionale, Canada (Jean Briggs, 1970)
- Sidi Lahcen Lyussi, Africa settentrionale, Marocco (Paul Rabinow, 1977)
- Giava, Asia sudorientale, Indonesia (Clifford Geertz, 1960)
- Samoa, Oceania, Samoa occidentale (Alessandro Duranti, 1994)
- Aymara, America meridionale, Bolivia, Perù, Cile (Andrew Miracle, 1991)
- Brasile, America meridionale (Janet Lever, 1983)
- Cuba, Caraibi (Thomas Carter, 2008)
- Giappone, Asia nordorientale (Dorinne Kondo, 1990)
- Il Cairo, Africa, Egitto (Farha Ghannam, 2002)
- Yoruba, Africa occidentale, Nigeria (William Bascom, 1969)
- Cingalesi, Asia meridionale, Sri Lanka (Bruce Kapferer, 1983)
- Guider, Africa occidentale, Camerun (Emily A. Schultz, 1984)
- Dinka, Africa orientale, Sud Sudan (Francis Madeng Deng, 1972)
- Fang, Africa centrale, Gabon (James Fernandez, 1982)
- Azende, Africa centrale, Sud Suda, Repubblica democratica del Congo (ex Zaire), Repubblica Centrafricana (Edward Evan Evans-Pritchard, 1937)
- Kwaio, Oceania (Malesia), Isole Salomone (Malaita) (Roger Keesing, 1992)
- Beng, Africa occidentale, Costa d'Avosio (Alma Gottlieb e Philip Graham, 2012)
- Tamil, Asia Meridionale, Sri Lanka (Margaret Trawick, 2002)
- Minatori di stagno della Bolivia, America meridionale, Bolivia, città di Oruro (June Nash, 1979)
- Sefrou, Africa settentrionale, Marocco (Lawrence Rosen, 1984)
- Villaggio Sedaka, Asia sudorientale, Malaysia (James Scott, 1985)
- Rodas campasinas, Perù settentrionale, America meridionale (Orin Stam, 1999)
- Nootka, America settentrionale, Canada - Isola di Vancouver (Abraham Rosman e Paula G. Rubel, 1971)
- Ju/'hoansi, Africa meridionale, Botswana e Namibia (Richard B. Lee, 2002)
- Tiv, Africa occidentale, Nigeria (Laura Bohannan e Paul Bohannan, 1969)
- Nuer, Africa orientale, Etiopia e Sud Sudan (Edward Evan Evans-Pritchard, 1940 e Sharon Hutchinson, 1996)
- Navajo, America settentrionale, Stati Uniti (Gary Witherspoon, 1975)
- Zumbagua, America meridionale, Ecuador (Mary Weismantel, 2001)
- Inupiat, America settentrionale, Stati Uniti (Barbara Bodenhorn, 2000)
- Iteso, Africa orientale, Kenya e Uganda (Ivan Karp, 1978)
- Israele, Medio Oriente (Susan Martha Kahn, 2000)
- Sherbro, Africa occidentale, Sierra Leone (Carol MacCormack, 1980)
- Ashanti, Africa occidentale, Ghana (Meyer Fortes, 1950)
- Nyinba, Asia centrale, Nepal (Nancy Levine, 1988)
- Rajput di Khalapur, Asia meridionale, India (Leigh Minturn, 1993)
- Monte Hagen, Asia sudorientale, Papua Nuova Guinea (Marilyn Strethern, 1972)
- Mende, Africa occidentale, Sierra Leone (Kenneth Little, 1967)
- Inuit dell'Alaska, America settentrionale, Stati Uniti (Ernest S. Jr Burch, 1975)
- Los Pinos, Caraibi, Repubblica Dominicana (Eugenia Georges, 1990)
- Tikopia, Oceania (Polinesia), Isole Salomone (Firth Raymond, 1936)
- Dani, Oceania (Nuova Guinea), Indonesia - Irian Java (Karl Heider, 1979)
- Swahili di Mombasa, Africa orientale, Kenia (Gil Shepherd, 1987)
- Gopalpur, Asia meridionale, India (Alan Beals, 1962)
- Marghi, Africa occidentale, Nigeria (James Vaughan, 1970
- Oaxaca coloniale, America settentrionale, Messico (John Chance, 1978)
- Haiti, Caraibi (Paul Farmer, 1992)
- Kanyapó, Sudamerica, Brasile (Linda Rabben, 1999)
- Rione Monti, Roma, Europa, Italia
- Hawaii, Polinesia, Stati Uniti (Sally Engle Merry, 1999)
- Thailandia, Asia sudorientale (Penny van Esterik, 2000)